# Tiszaújváros
Tiszaújváros ist eine ungarische Stadt im gleichnamigen Kreis im Komitat Borsod-Abaúj-Zemplén. 

## Name
Bis 1970 hieß die Stadt Tiszaszederkény, zum 100. Geburtstag Lenins am 22. April 1970 wurde sie in Leninváros umbenannt. Ihren heutigen Namen trägt sie seit dem 1. Februar 1991.

## Geografische Lage
Tiszaújváros liegt in Nordungarn, 27 Kilometer südöstlich des Komitatssitzes Miskolc am rechten, westlichen Ufer der Theiß.

## Städtepartnerschaften
Es bestehen folgende Städtepartnerschaften:
- Berehowe (Бе́регово), Ukraine
- Dexing, Volksrepublik China
- Ludwigshafen-Friesenheim, Deutschland
- Miercurea Ciuc, Rumänien
- Neuhofen an der Krems, Österreich
- Polgár, Ungarn
- Rimavská Sobota, Slowakei
- Świętochłowice, Polen
- Zawiercie, Polen

## Sehenswürdigkeiten
- Griechisch-katholische Kirche Urunk színeváltozása
- Römisch-katholische Kirche Magyarok Nagyasszonya
- Heil- und Thermalbad

## Verkehr
Durch die Stadt führt die Hauptstraße Nr. 35, von der die Hauptstraße Nr. 351 in südliche Richtung abzweigt. Es besteht eine Bahnverbindung über Nyékládháza nach Miskolc-Tiszai.

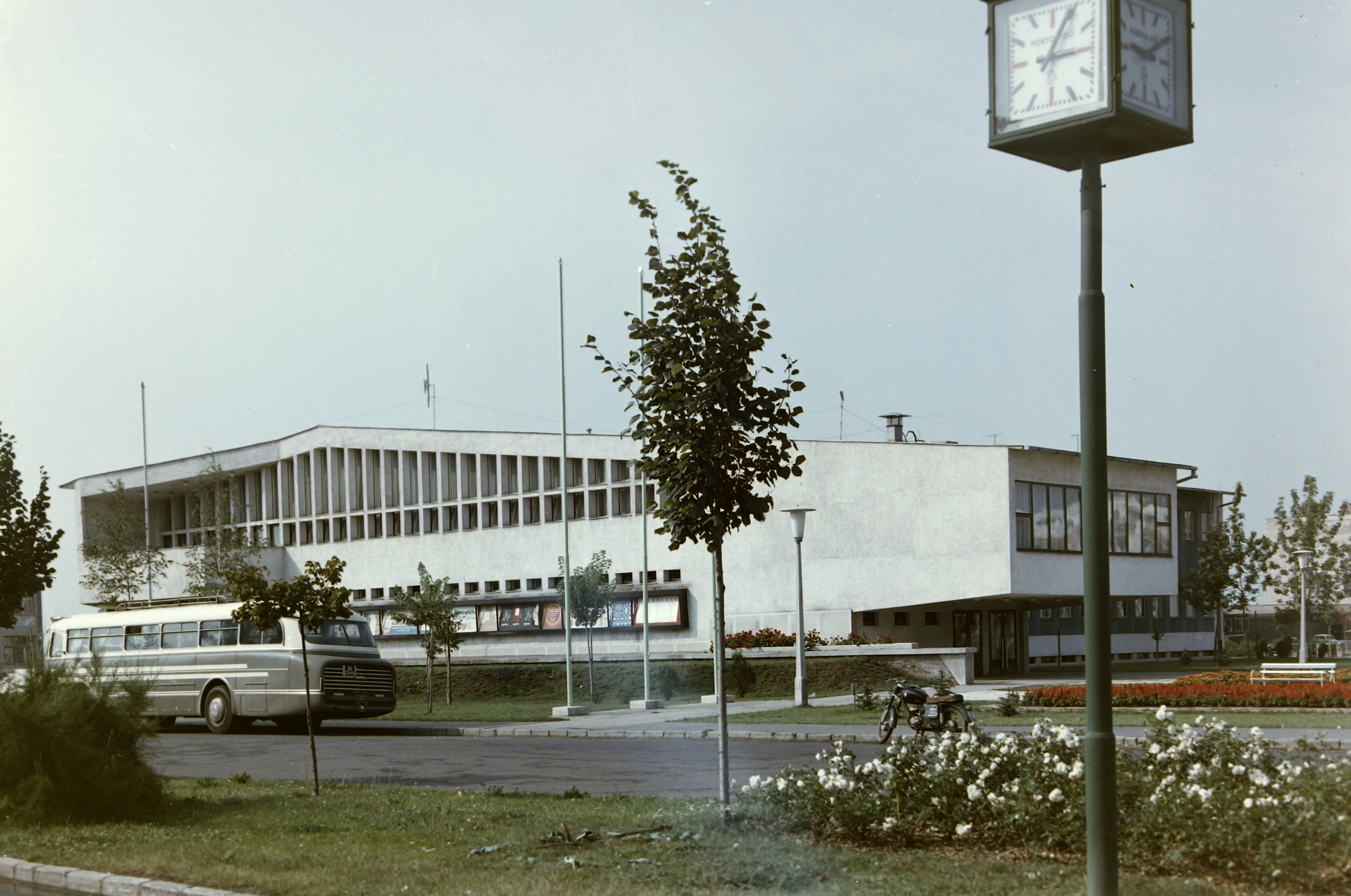
Derkovits-Kulturzentrum (1969)
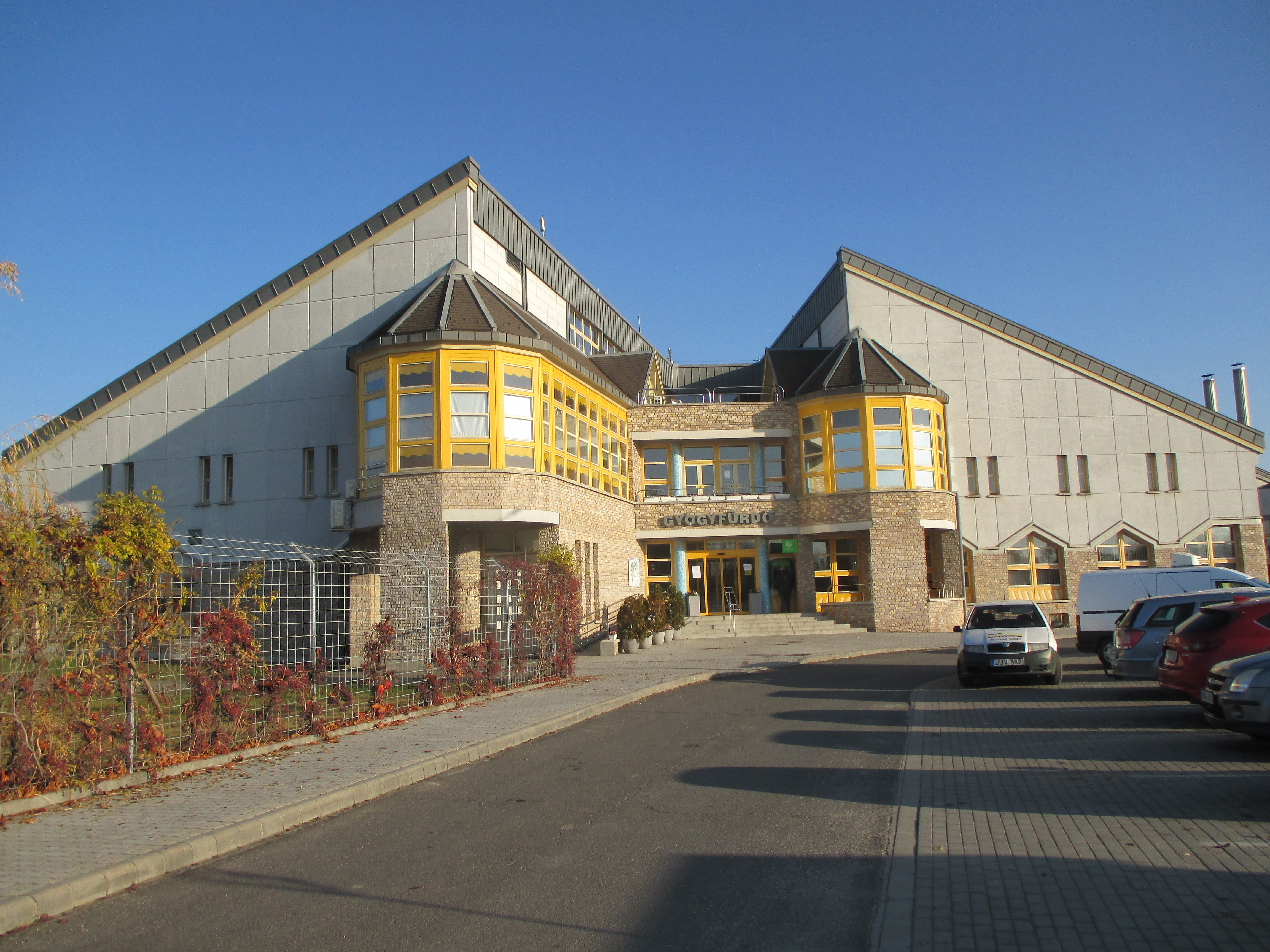
Gebäude des Heilbads
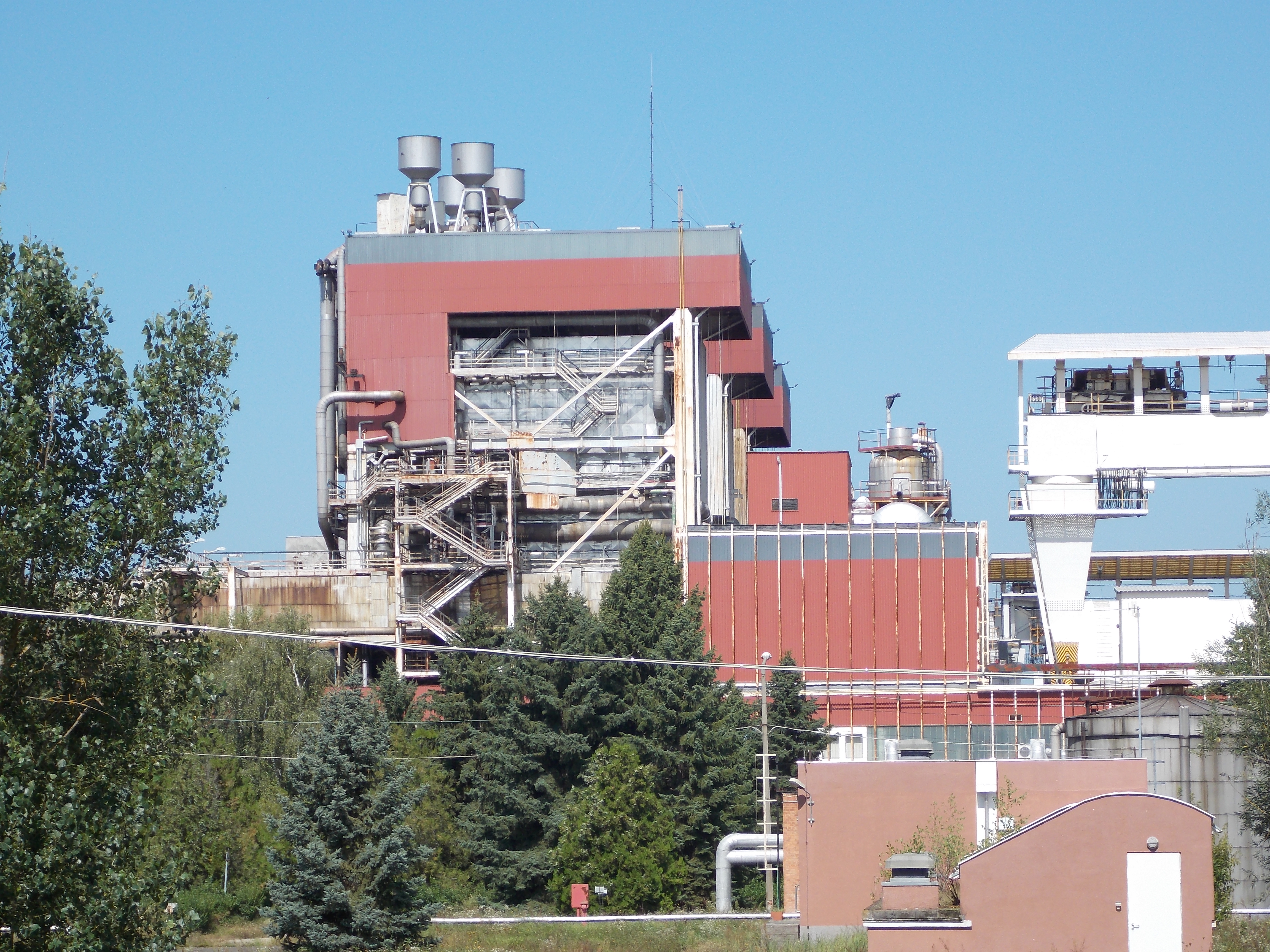
Wärmekraftwerk II
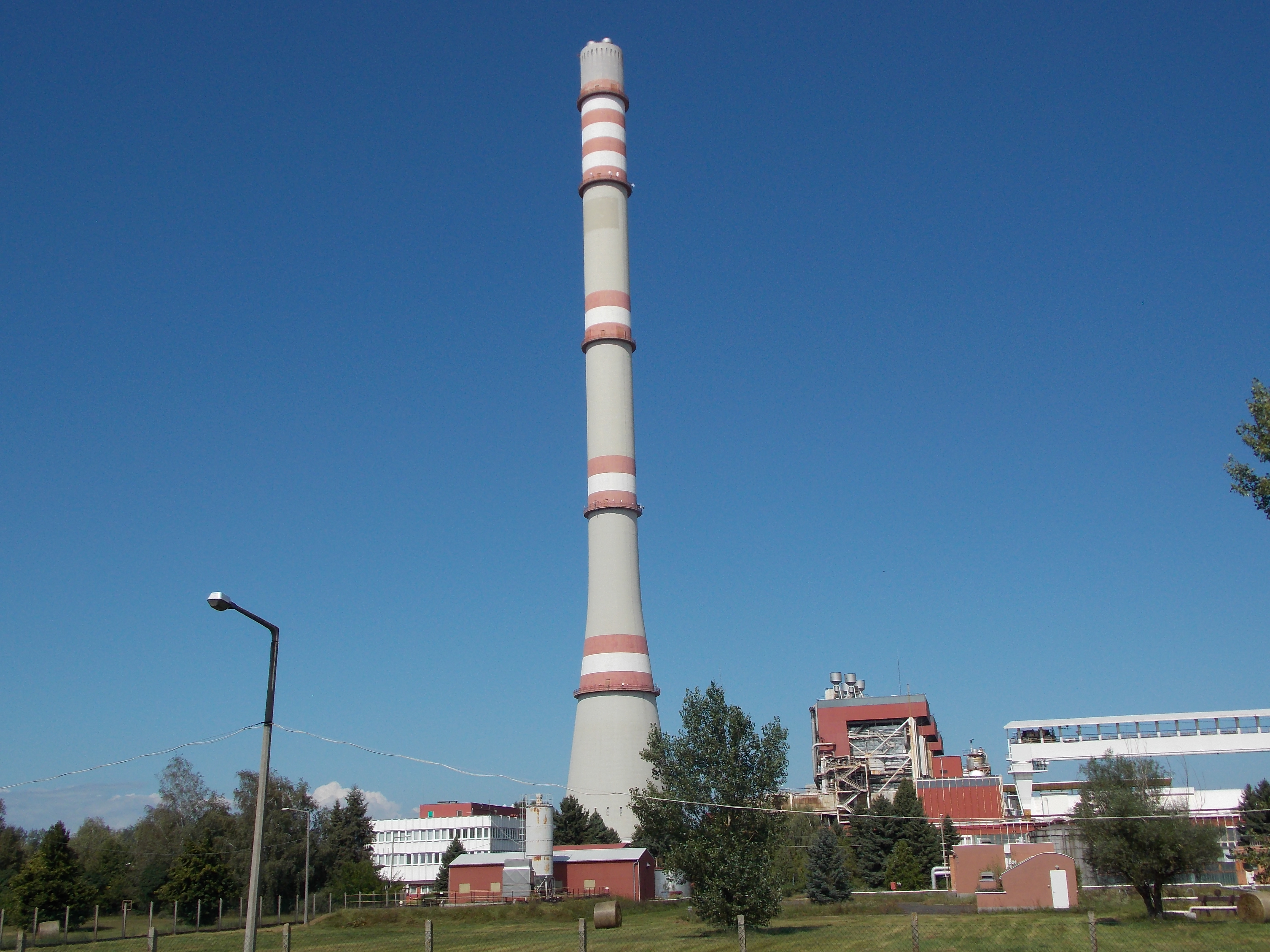
Turm des Wärmekraftwerks II